# Radovan Bártek
Radovan Bártek (* 11. března 1963, Brno) je bývalý český hokejový obránce.

## Hokejová kariéra
V československé lize hrál za TJ Zetor Brno. Odehrál 4 ligovéh sezóny, nastoupil ve 100 ligových utkáních, dal 3 ligové góly a měl 7 asistencí. V Itálii působil v týmu SG Zoldo. V nižších soutěžích hrál i za TJ Lokomotiva Ingstav Brno, Dukla Jihlava „B“ a TJ Žďas Žďár nad Sázavou.

## Klubové statistiky
| Sezona             | Klub                       | Soutěž  | Základní část | Základní část | Základní část | Základní část | Základní část | Play off | Play off | Play off | Play off | Play off |
| Sezona             | Klub                       | Soutěž  | Z             | G             | A             | B             | TM            | Z        | G        | A        | B        | TM       |
| ------------------ | -------------------------- | ------- | ------------- | ------------- | ------------- | ------------- | ------------- | -------- | -------- | -------- | -------- | -------- |
| 1981/1982          | TJ Lokomotiva Ingstav Brno | 2. liga | 12            | 0             | 0             | 0             | 4             | -        | -        | -        | -        | -        |
| 1982/1983          | TJ Lokomotiva Ingstav Brno | 2. liga | 39            | 2             | 8             | 7             | 34            | -        | -        | -        | -        | -        |
| 1983/1984          | Dukla Jihlava „B“          | 3. liga | 27            | 6             | 10            | 16            | 6             | 4        | 0        | 0        | 0        | 6        |
| 1984/1985          | Dukla Jihlava „B“          | 2. liga | 32            | 7             | 8             | 15            | 30            | -        | -        | -        | -        | -        |
| 1985/1986          | TJ Zetor Brno              | 1. liga | 25            | 0             | 3             | 3             | 14            | -        | -        | -        | -        | -        |
| 1986/1987          | TJ Zetor Brno              | 1. liga | 34            | 0             | 3             | 3             | 28            | -        | -        | -        | -        | -        |
| 1987/1988          | TJ Zetor Brno              | 1. liga | 39            | 3             | 1             | 4             | 39            | -        | -        | -        | -        | -        |
| 1988/1989          | TJ Zetor Brno              | 2. liga | 34            | 3             | 1             | 4             | 35            | 14       | 0        | 5        | 5        | 14       |
| 1989/1990          | TJ Zetor Brno              | 1. liga | 2             | 0             | 0             | 0             | 0             | -        | -        | -        | -        | -        |
| 1989/1990          | TJ Lokomotiva Ingstav Brno | 2. liga | -             | 2             | -             | -             | -             | -        | -        | -        | -        | -        |
| 1990/1991          | HC Boby Sport Brno         | 2. liga | -             | 0             | -             | -             | -             | -        | -        | -        | -        | -        |
| Serie A2 1990/1991 | SG Zoldo                   | 2. liga | 36            | 24            | 50            | 74            | 43            | -        | -        | -        | -        | -        |
| Serie A 1991/1992  | SG Zoldo                   | 1. liga | 13            | 2             | 3             | 5             | 2             | -        | -        | -        | -        | -        |
| 1991/1992          | HC Boby Sport Brno         | 2. liga | -             | 1             | -             | -             | -             | -        | -        | -        | -        | -        |
| 1992/1993          | HC Brno                    | 2. liga | -             | 4             | 5             | 9             | -             | -        | -        | -        | -        | -        |
| 1992/1993          | TJ Žďas Žďár nad Sázavou   | 3. liga | -             | 0             | -             | -             | -             | -        | -        | -        | -        | -        |